# Bouhans-lès-Montbozon
Bouhans-lès-Montbozon – miejscowość i gmina we Francji, w regionie Burgundia-Franche-Comté, w departamencie Górna Saona.
Według danych na rok 1990 gminę zamieszkiwało 81 osób, a gęstość zaludnienia wynosiła 16 osób/km² (wśród 1786 gmin Franche-Comté Bouhans-lès-Montbozon plasuje się na 662. miejscu pod względem liczby ludności, natomiast pod względem powierzchni na miejscu 802.).